# Autostrada D1 (Slovacia)
D1 este o autostradă (în slovacă: diaľnica) din Slovacia. Ea urmează ruta Bratislava (D2/D4) - Trnava (R1⁠(en)[traduceți]) - Trenčín (R2) - Púchov (R6) - Žilina (D3) - Martin (R3) - Poprad - Prešov (R4) - Košice (R4) - Michalovce - frontiera cu Ucraina.
Face parte din următoarele drumuri europene: E50, E58, E75, E571⁠(en)[traduceți] și din coridorul pan-european V.A (Trieste) - Bratislava - Žilina - Košice - Ujorod - (Lviv)
În iunie 2014, din totalul de 517 km existau:
- 319,619 km funcționali (13,82 km la semiprofil de autostradă)
- 86,28 km în construcție
- 109,22 km planificați

Pentru utilizarea autostrăzii, cu excepția secțiunilor din Bratislava, este obligatorie plata taxei de vignetă.

## Cronologie
Încă din vremea Cehoslovaciei, în anii 1930, a existat o idee de a lega Praga de Slovacia și de Muncaciu, aflat astăzi în Regiunea Transcarpatia din Ucraina. Construcția a început în partea cehă la sfârșitul perioadei interbelice, dar în partea slovacă nu s-a construit nimic. După sfârșitul celui de al Doilea Război Mondial, construcția șoselei a fost abandonată în favoarea operațiunilor de reconstrucție postbelică. În anii 1960 însă traficul a început să crească foarte rapid, și s-a întocmit un nou plan pentru o șosea D1, fără partea din Rutenia Carpatică, ce fusese anexată de URSS în 1945.
În partea cehă a Cehoslovaciei, lucrările au început în 1967. În partea slovacă, ele au demarat în 1973 prin construcția segmentului Ivachnová - Liptovský Mikuláš, o secțiune de 14 km în nordul Slovaciei, odata cu construcția barajului Liptovská Mara⁠(en)[traduceți]. În 1972 a început construcția secțiunii între Bratislava și Senec, la acea vreme denumit D61, și în anii 1970 acesta s-a extins până la Trnava (36 km în total). Cei 19 km ai autostrăzii Prešov - Košice au fost adăugați în 1980. Până la dizolvarea Cehoslovaciei în 1993, au fost construiți alți 20 km - de la L. Mikuláš la Hybe - având în total 52 km în partea slovacă, față de 224 km în cea cehă. În 1988, D61 era construit până la satul Horná Streda, la câțiva kilometri de Piešťany, lungimea totală a acelei secțiuni fiind de 42 km. Alți 45 km s-au construit după 1993 pe D1, și alți 27 km pe D61, până când D1 s-a unit cu D61 și au format un singur drum.
În 1999, guvernul lui Dzurinda⁠(en)[traduceți] a oprit sau a încetinit construcția la secțiunile nedeschise - cea de la Sverepec, de exemplu - și a oprit pregătirile pentru altele. Construcția s-a reluat după 2002 și continuă și astăzi, fiind avansate diverse date pentru termenul de finalizare a întregii autostrăzi de la Bratislava la Košice. 
Cea mai dificilă secțiune de construit este cea între Žilina și Ružomberok, unde vor fi majoritatea tunelurilor de pe aliniamentul autostrăzii, inclusiv cel mai lung de lângă Višňové. Există controverse pe marginea variantelor de aliniament în zona Prešov.
Există intenții de a scurta timpul, relaxând standardele de viteză ale drumului. Centurile Žilina și Prešov vor fi înlocuite temporar de drumuri cu patru benzi prin oraș, iar unele tuneluri între Žilina și Prešov urmează să fie deschise pe câte un singur fir. Cel mai optimist termen de finalizare a autostrăzii de legătură dintre cele mai mari două orașe ale Slovaciei este anul 2018.
.
D1 va fi terminată în preajma lui 2020, ca autostradă cu 3 benzi⁠(en)[traduceți] pe sens de la Bratislava la Trnava, cu 2 benzi pe sens de la Trnava la Michalovce și ca șosea cu o singură bandă pe sens de la Michalovce la frontiera cu Ucraina.

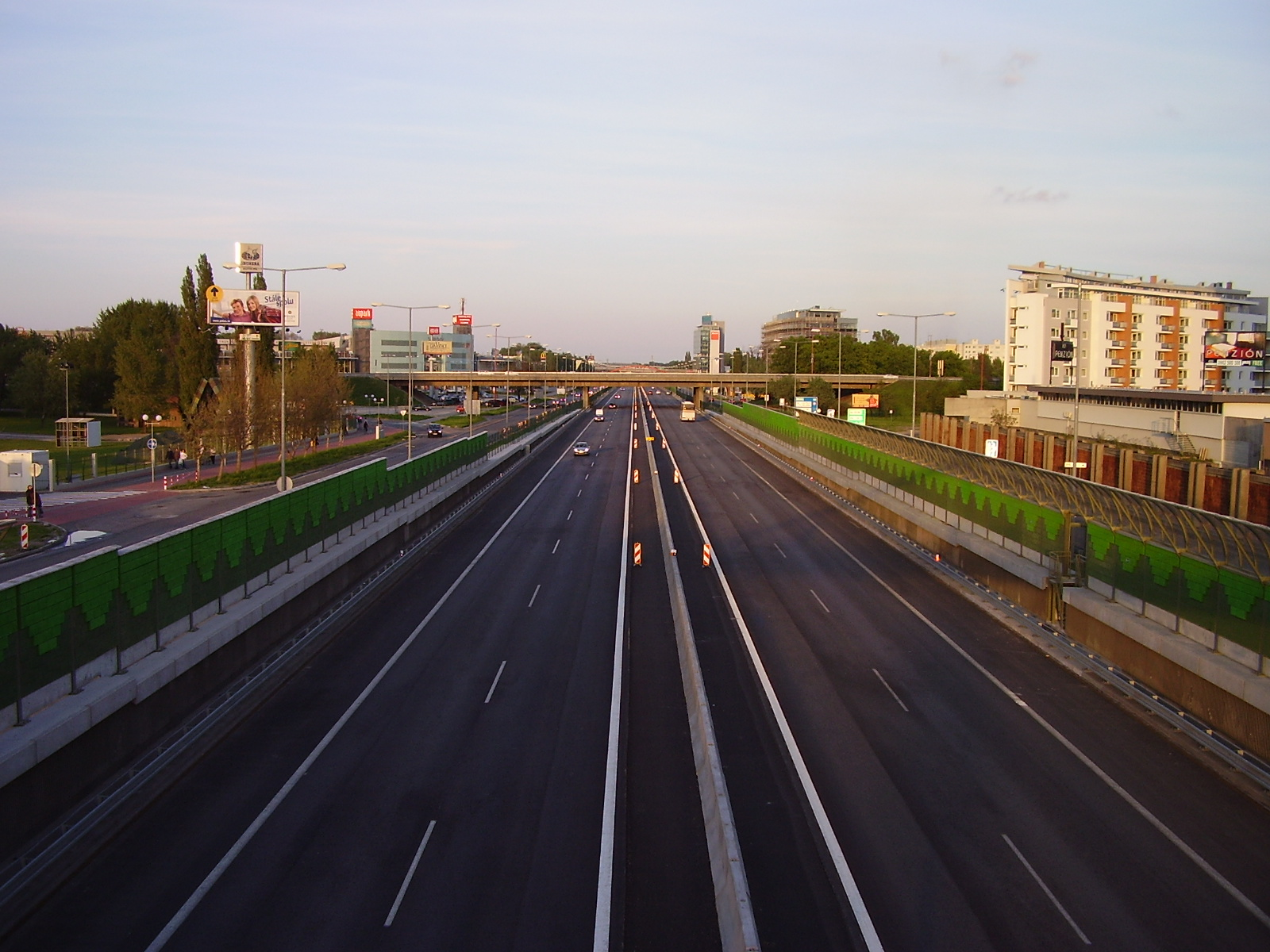
D1 la Bratislava-en

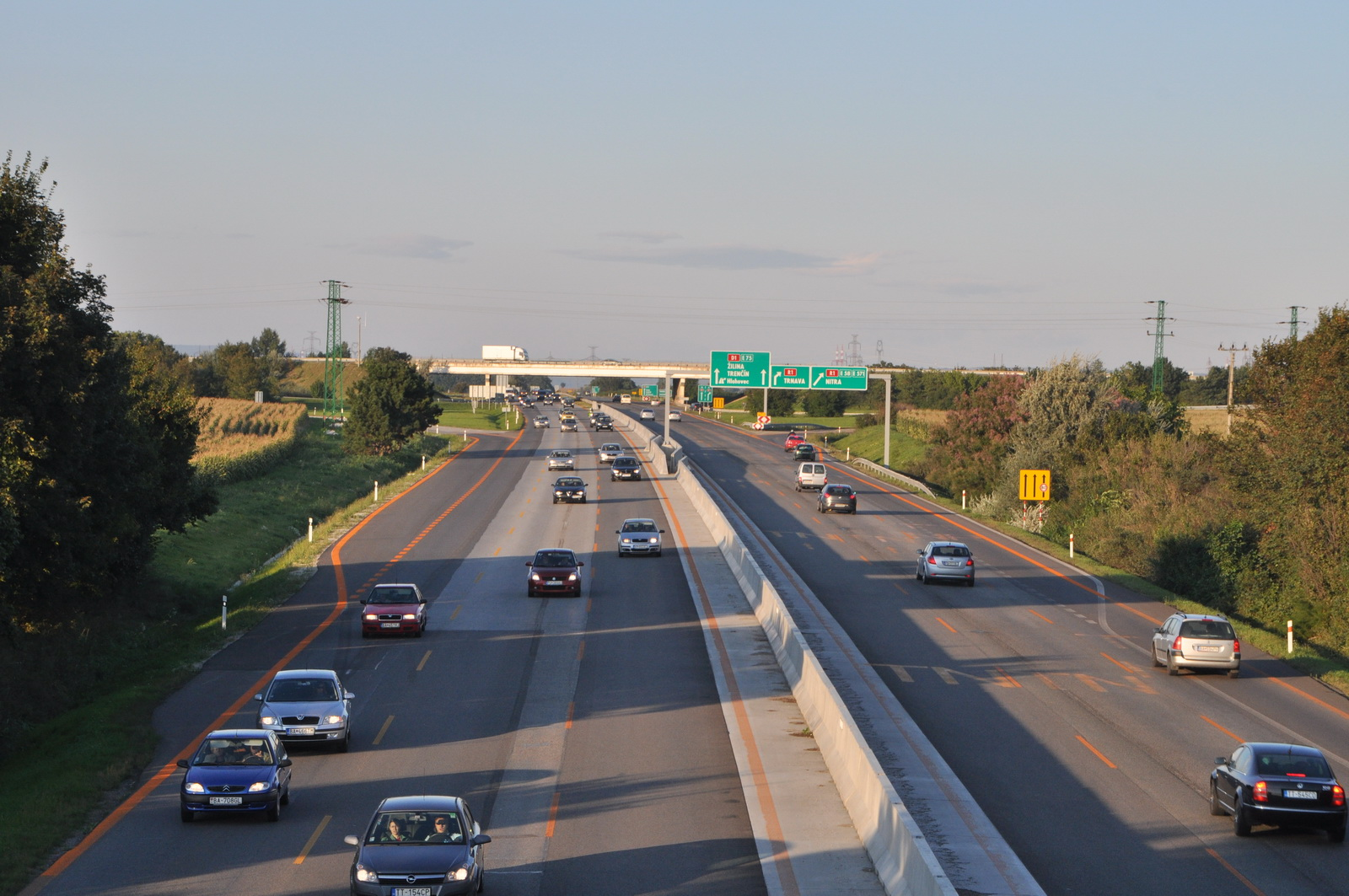
Nodul Trnava cu en

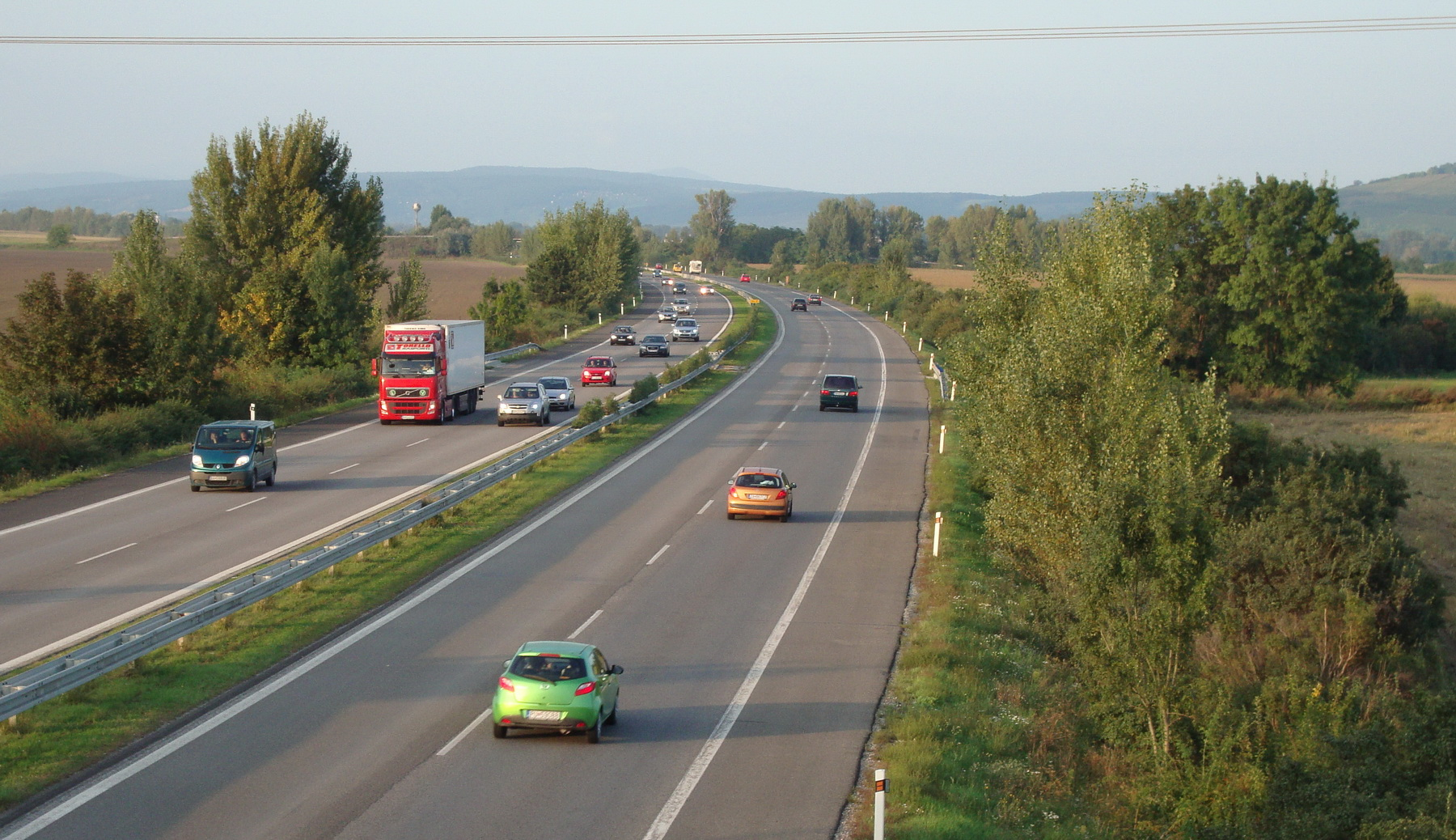
Autostrada D1 lângă satul Siladice

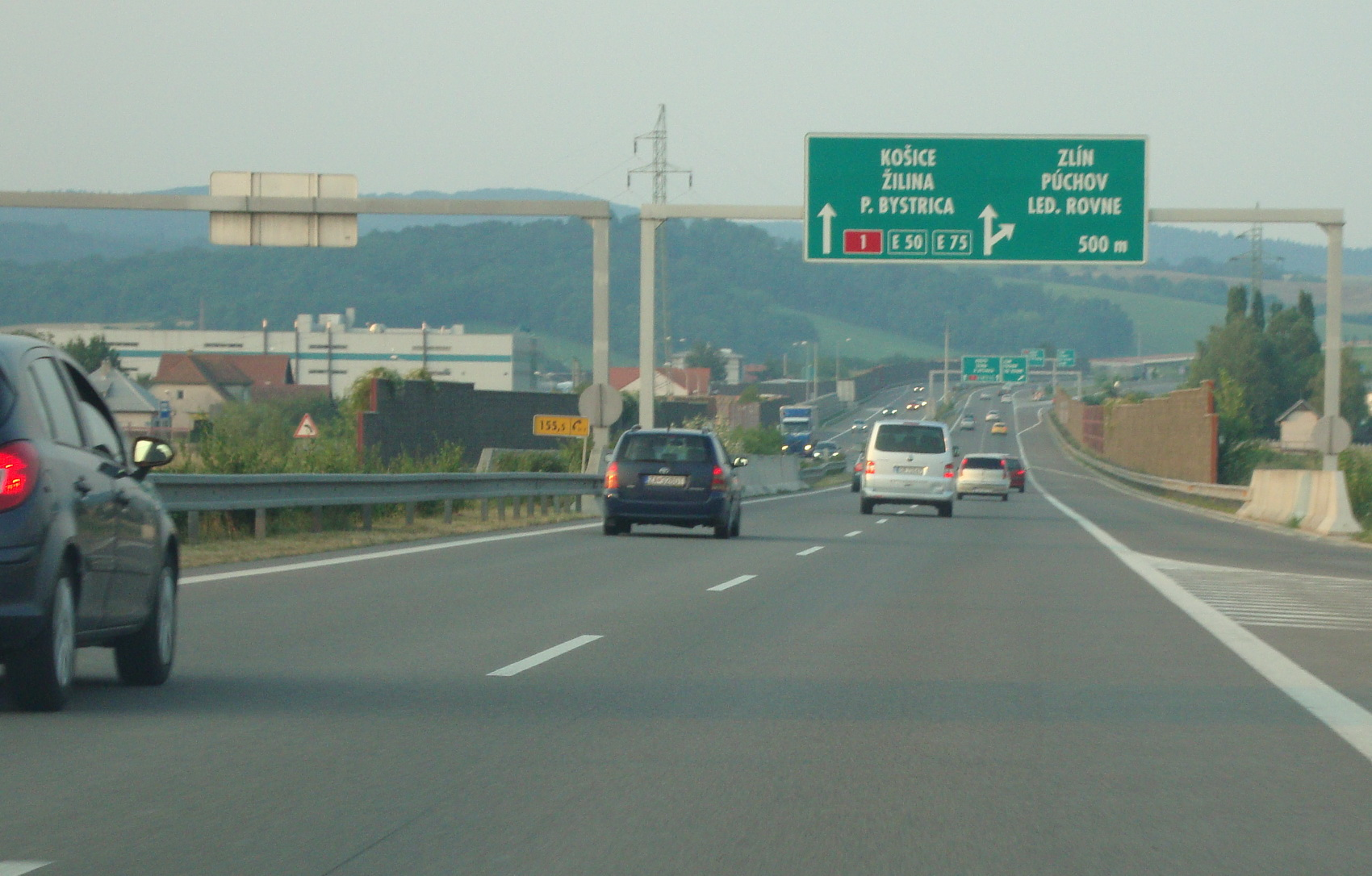
Nodul Beluša

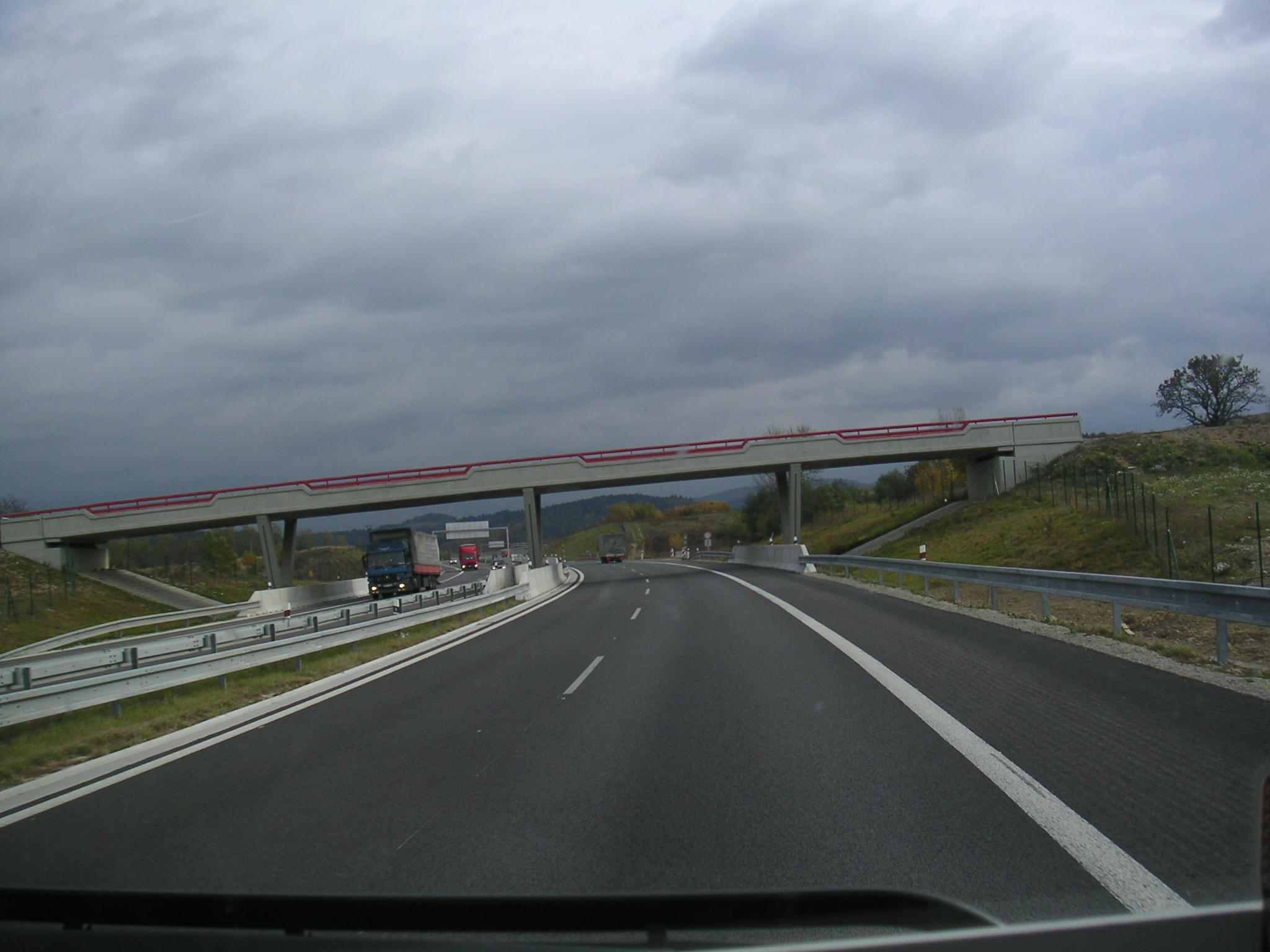
D1 lângă Sverepec

## Secțiuni de autostradă
În mai 2010, erau deschise următoarele secțiuni:
| Secțiune                                          | Lungime | Deschidere                       |
| ------------------------------------------------- | ------- | -------------------------------- |
| Bratislava/D2⁠(en)[traduceți] - Bratislava/Vajnory | 12 km   | 1985                             |
| Bratislava/Vajnory⁠(en)[traduceți] - Sverepec      | 153 km  | 1972                             |
| Sverepec - Vrtižer                                | 10 km   | 2010                             |
| Vrtižer⁠(en)[traduceți] - Hričovské Podhradie      | 13 km   | 2006                             |
| Ivachnová - Važec                                 | 60 km   | 1973                             |
| Važec - Mengusovce                                | 12 km   | 2007                             |
| Mengusovce - Jánovce                              | 25 km   | 2008                             |
| Jablonov - Studenec                               | 5,5 km  | 2011 (semiprofil) 2013 (complet) |
| Studenec - Beharovce                              | 3,5 km  | 2010                             |
| Beharovce - Fričovce                              | 14 km   | 2001                             |
| Svinia - Prešov/vest                              | 7 km    | 2010                             |
| Prešov/sud - Budimír                              | 19 km   | 1982                             |

Starea secțiunilor, de la vest la est, în octombrie 2015:
| Secțiune                                                         | Lungime | Statut         | Deschidere              |                                       |
| ---------------------------------------------------------------- | ------- | -------------- | ----------------------- | ------------------------------------- |
| Bratislava/D2⁠(en)[traduceți] - Bratislava/Vajnory⁠(en)[traduceți] | 12 km   | deschisă       | 1985–2005               | autostradă urbană în Bratislava       |
| Bratislava/Vajnory - Sverepec                                    | 153 km  | deschisă       | 1972–2005               | Bratislava - Považská Bystrica/sud    |
| Sverepec - Vrtižer⁠(en)[traduceți]                                | 10 km   | deschisă       | 2010                    | centura Považská Bystrica             |
| Vrtižer - Hričovské Podhradie                                    | 13 km   | deschisă       | 2006–2007               | Považská Bystrica/north - Žilina/vest |
| Hričovské Podhradie - Dubná Skala                                | 24 km   | în construcție | 2018-2019               | centura Žilina                        |
| Dubná Skala - Turany                                             | 16 km   | deschis        | 2015                    | Žilina/est - Ružomberok               |
| Turany - Hubová                                                  | 16 km   | planificat     | 2019                    | Žilina/est - Ružomberok               |
| Hubová - Ivachnová                                               | 13 km   | în construcție | 2017                    | Žilina/est - Ružomberok               |
| Ivachnová - Važec                                                | 48 km   | deschis        | 1973–2000               | Ružomberok - Vysoké Tatry             |
| Važec - Mengusovce                                               | 12 km   | deschis        | 2007                    | centura Vysoké Tatry                  |
| Mengusovce - aeroportul Poprad-Tatra                             | 8 km    | deschis        | 2009                    | centura Vysoké Tatry                  |
| Aeroportul Poprad-Tatra - Jánovce                                | 18 km   | deschis        | 2008                    | centura Poprad                        |
| Jánovce-Levoča                                                   | 9 km    | deschis        | 20 Oct 2015             | între Poprad și Branisko              |
| Levoča - Jablonov                                                | 9,5 km  | deschis        | 30.11.2015              | între Poprad și Branisko              |
| Jablonov - Studenec                                              | 5,5 km  | deschis        | 2011 (semiprofil), 2013 | între Poprad și Branisko              |
| Studenec - Beharovce                                             | 3,5 km  | deschis        | 2010                    | între Poprad și Branisko              |
| Beharovce - Fričovce                                             | 14 km   | deschis        | 2001–2003               | centura Branisko                      |
| Fričovce - Svinia                                                | 11 km   | deschis        | 17.12.2015              | între Branisko și Prešov              |
| Svinia - Prešov/vest                                             | 7 km    | deschis        | 2010                    | între Branisko și Prešov              |
| Prešov/vest - Prešov/sud                                         | 7 km    | planificat     | 2019                    | centura Prešov                        |
| Prešov/sud - Budimír                                             | 19 km   | deschis        | 1982–1988               | Prešov - Košice                       |
| Budimír - Bidovce                                                | 13 km   | planificat     | 2018                    | centura Košice                        |
| Košické Oľšany - Pozdišovce                                      | 40 km   | planificat     | 2020+                   | Košice - Michalovce                   |
| Pozdišovce - frontiera cu Ucraina                                | 43 km   | planificat     | 2020+                   | Michalovce - Ucraina                  |

## Poduri și viaducte
Aceasta este o listă a podurilor și viaductelor începând cu Bratislava:
- Ovsište (567 m)
- Prístavný most (1080 m)
- Prievoz (1756 m)
- Horná Streda (772 m)
- Beckov (336 m)
- Drietoma (238 m)
- Súčanka (404 m / 486 m)
- Újazd (486 m / 490 m)
- Kočkovský kanál (187 m)
- Nosický kanál (227 m)
- Ladce (189 m / 186 m)
- Pružinka (902 m)
- Sverepec I (443 m / 480 m)
- Sverepec II (315 m / 310 m)
- Kunovec (deschis în iulie 2010)
- Galanovec (deschis în iulie 2010)
- Matúška (deschis în iulie 2010)

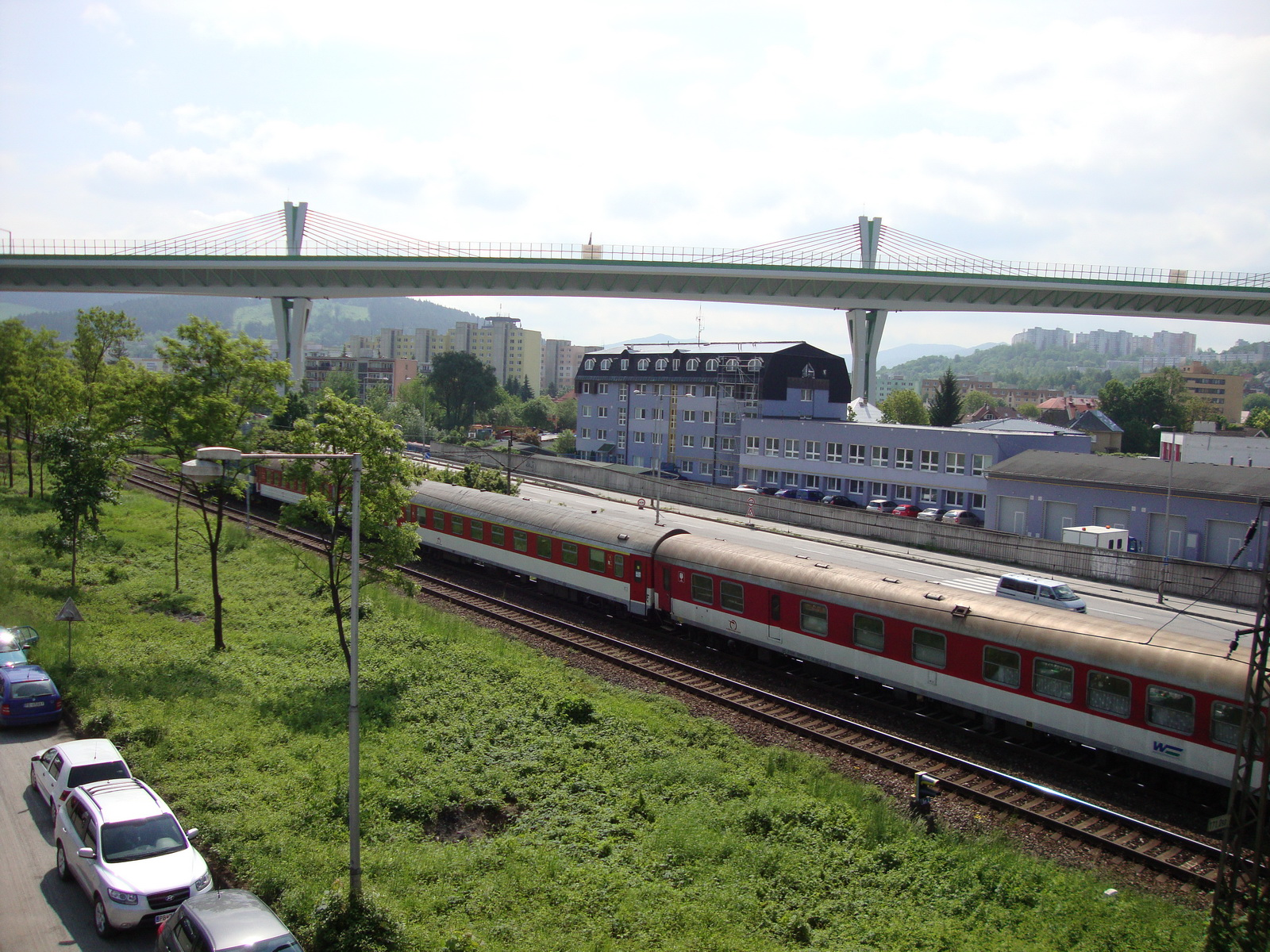
en

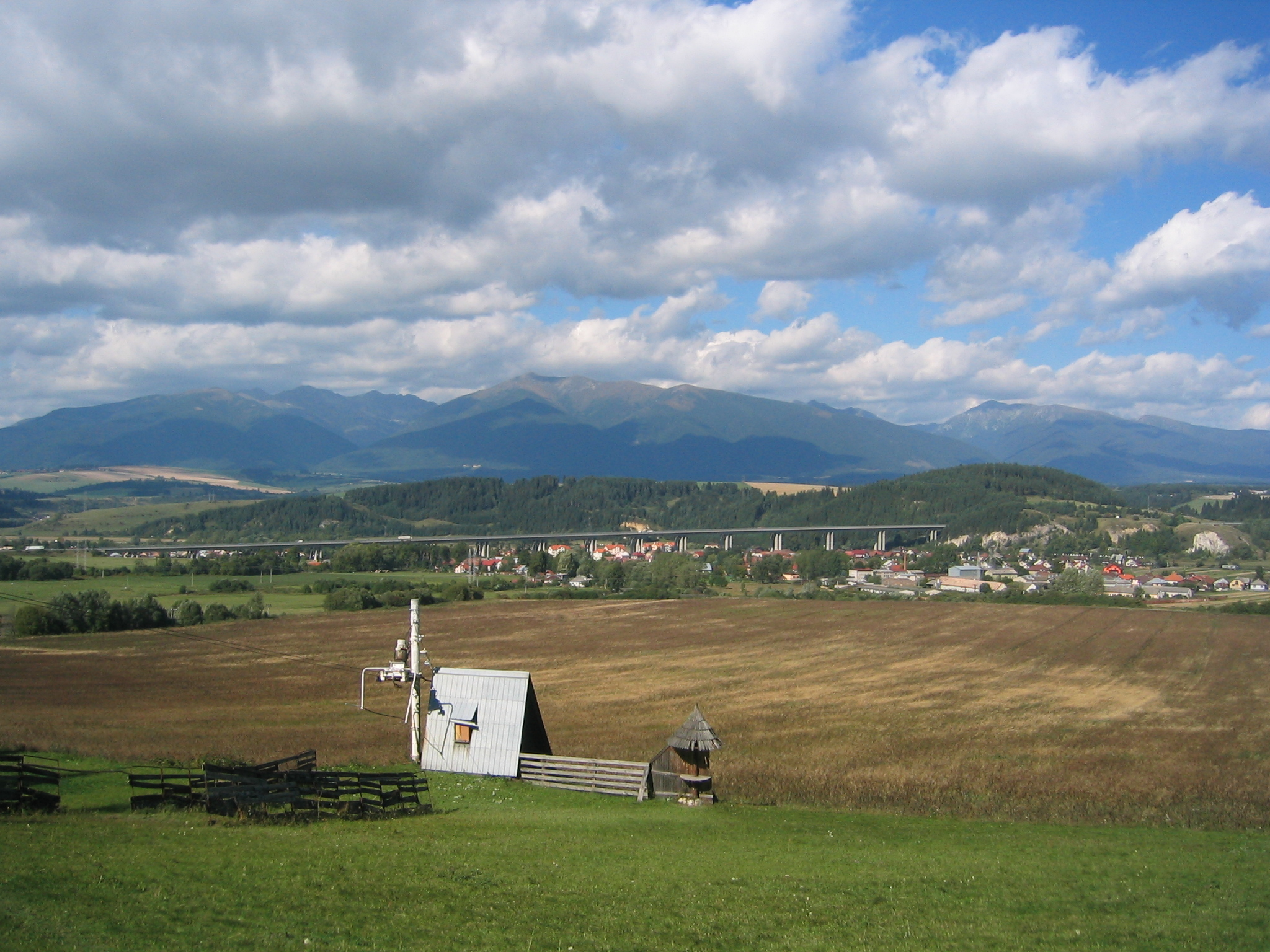
Podul de lângă Podtureň

- Považská Bystrica (1444 m, deschis în 30 mai 2010)
- Hričovský kanál (1695 m, July 2010)
- Vrtižer (deschis în iulie 2010)
- Plevník-Drienové
- Predmier (2 benzi)
- Dolný Hričov (1804 m, planificat, deschis în 2012?)
- Lietavská Lúčka (1091 m, planificat, deschis în 2012?)
- Dubná Skala (planificat)
- Turčianské Kľačany (422 m, planificat)
- Turany (planificat)
- Krpeľany (planificat)
- Kraľovany (planificat)
- Stankovany (planificat)
- Hubová I (planificat)
- Hubová II (planificat)
- Lisková (planificat)
- Podtureň (1038 m)
- Jamníček (179 m)
- Belá (308 m)
- Dovalovec (534 m)
- Hybica (571 m / 565 m)
- Východná (380 m)
- Jánošiková studnička (381 m)
- Belianský potok (347 m)
- Čierny jarok (184 m)
- Važec (638 m, deschis în 2007?)
- Štrba (deschis în 2007?)
- Pod Skalkou (deschis în 2008)
- Levoča (planificat)
- Spišský Hrhov (planificat)
- Beharovce (225 m, 2 benzi)
- Studenec (102 m, 2 benzi)
- Pongrácovce (343 m, 2 benzi)
- Fričovce (407 m)
- Malá Svinka (255 m, deschis în 2008)
- Malý Šariš (494 m, deschis în 2008)

## Tuneluri
Aceasta este lista tunelurilor de pe autostradă, începând cu Bratislava:
- Ovčiarsko (2275 m, în construcție din 7/2014, estimat pentru 2018)
- Žilina (651 m, în construcție din 7/2014, estimat pentru 2018)
- Višňové (7460 m, semnat, estimat pentru 2019)
- Malá Fatra (470 m, propus, estimat pentru 2019)
- Rojkov (1550 m, planificat, estimat pentru 2019)
- Havran (2702 m, planificat, estimat pentru 2019)
- Čebrať (2080 m, în construcție din 7/2014, estimat pentru 2017)
- Lučivná (250 m, deschis noiembrie/decembrie 2007)
- Bôrik (999 m, deschis 2009)
- Šibenik (600 m, deschis 2015)
- Branisko (4975 m, 2 benzi)
- Prešov (2244 m, planificat, estimat pentru 2019)
- Dargov (1050 m, planificat)